# Огурски језици
Огурски или оногурски језици (такође познати као прабугарски, булгарски или болгарски, пре-прабугарски, лир-турски и р-турски језици) су грана породица туркијских језика. Једини постојећи члан групе је чувашки језик. Први који су се одвојили од турске породице, огурски језици показују значајну дивергенцију од других турских језика, који сви имају каснијег заједничког претка. Језици из ове породице говорили су се у неким номадским племенским конфедерацијама, попут Оногура или Огура, Прабугара (Булгара или Болгара) и Хазара.

## Историја
Огурски језици су посебна група туркијских језика, за разлику од заједничког туркијског језика. Данас их представљају само Чуваши. Једини други језик за који је дефинитивно доказано да је огурски је давно изумрли бугарски, док би хазарски могао бити могући сродник унутар групе. Понекад се претпоставља да је хунски језик био огурски језик, иако такве спекулације нису засноване на одговарајућим лингвистичким доказима, пошто је језик Хуна скоро непознат осим неколико потврђених речи и личних имена. Огурски је био лингуа франка хазарске државе.
Не постоји консензус међу лингвистима о односу између огурског и општетурског и неколико питања остаје нерешено:
- Да ли су то паралелни огранци пратуркијског (око 500. година п. н. е) и, ако јесте, који је огранак архаичнији?
- Да ли огурски представља архаични турски пре фонетских промена 100—400. године н. е. и да ли је то био посебан језик?

Фузули Бајат датира раздвајање на огурске р-дијалекте и огузске з-дијалекте у 2. миленијум п. н. е.